# ساتوشی یوشیدا
ساتوشی یوشیدا (انگلیسی: Satoshi Yoshida؛ زادهٔ ۱۰ فوریهٔ ۱۹۹۰) بازیکن فوتبال اهل ژاپن است.